# Muhammad II (Nasrydzi)

Herb królów Nasrydów z Granady. Projekt inspirowany rzeźbami z Alhambry. Kolory według sztandaru Granady w Śródziemnomorskim Atlasie Cresques (XIV w.) z frazą „Wa lā gāliba illa-llāh” (Nie ma innego zwycięzcy oprócz Allaha), na czerwonym tle.

Muhammad II (ur. ok. 1235, zm. 1302) – od 1273 emir emiratu Grenady, W czasie swego panowania odpierał ataki Marynidów z Maroka.
Kolejnym emirem został jego syn Muhammad III. 